# Vanja Rupena
Vanja Rupena (Capodistria, 18 aprile 1978) è una modella e conduttrice televisiva croata.

## Biografia
Nel 1996 ha vinto Miss Croazia e, sempre nello stesso anno, ha rappresentato la Croazia a Miss Mondo, tenutosi a Bangalore, India.
È apparsa sulla copertina di Elle nel 2006, 2009 e 2010.
Nel 2007 ha esordito in TV, come soubrette del programma televisivo Ciao Darwin, condotto da Paolo Bonolis su Canale 5. L'anno seguente ha affiancato Piero Chiambretti nel programma Markette - Tutto fa brodo in TV su LA7.
Nel maggio 2010 ha presentato la seconda edizione del reality show Hrvatski Top Model.